# Пираты: Штурм небес
Пираты: Штурм небес (ранее известна как «Пираты. Аллоды Онлайн») — многопользовательская клиентская компьютерная игра в жанре action. Разработчик — российская студия Allods Team. На территории России оперирует Mail.Ru Games. Открытый бета-тест «Пиратов: Штурм Небес» начался 16 декабря 2016 года. С 15 июня 2017 года российский сервер объединен с международным. 29 сентября 2017 года закрыт международный сервер.
Игра распространялась по модели Free-to-play.

## Игровой процесс
Игрокам предлагается взять на себя роль капитана летающего боевого корабля в фентезийном сеттинге. Игровой процесс основывается на PvP-боях двух случайно подобранных команд. Бой ограничен по времени. Во время боя игрок управляет кораблем, двигаясь в трех измерениях по карте, и при этом может атаковать вражеские корабли, собирать бонусы и выполнять цели матча. Корабли оснащены носовыми и бортовыми орудиями, которые перегреваются при длительной стрельбе. При попадании у атакуемого корабля временно повреждается энергетический щит, а после полного уничтожения щита — уменьшается прочность корабля. При уменьшении прочности до нуля корабль уничтожается, и игрок выбывает из боя на 20 секунд, после чего корабль снова появляется на поле боя.

## Режимы боев
В игре доступны следующие виды боев (выбирается случайным образом при старте боя):
- «Захват точек» — сражение за удержание точек (областей) на карте; обладание точкой дает команде победные очки
- «Сундук мертвеца» — соревнование на поиск сундуков с сокровищем
- «Смертельный бой» — победившая команда определяется суммой набранных фрагов
- «Сопровождение каравана» — одна из команд должна сопровождать и охранять караван, другая — грабить

## Корабли
На момент запуска ОБТ в игре доступно 48 кораблей, разделенных на 4 уровня и несколько классов. Каждый класс кораблей отличается характеристиками и тактикой применения. Игрок может владеть несколькими кораблями, но в бою используется только один заранее выбранный.
Игрок может модифицировать вооружение и оснастку (оборудование) корабля, что позволяет влиять на наносимый урон, скорость и другие характеристики, а также активировать дополнительные способности в бою. Кроме этого доступно управление внешним видом корабля: настройка окраса корпуса и парусов, выбор флага.

## Ресурсы
В игре доступно два вида валюты: «золото» и «рубины». Золото является наградой за участие в боях и выполнение заданий. Тратится золото на ремонт и покупку кораблей. Рубины могут быть приобретены за реальные деньги, а также за участие в «экспедициях», и тратятся на покупку золота и конвертацию свободного опыта в опыт корабля (см. ниже).
У каждого корабля при использовании в бою накапливается боевой опыт. Опыт можно потратить на изучение вооружения и оснастки. Также у игрока есть общий пул «свободного» опыта, который он может перенести на любое свое судно.

## Сюжет
События игры разворачиваются во вселенной Аллодов онлайн. Представлены две фракции из оригинальной игры: Кания и Хадаган.
Долгие годы длился конфликт двух могущественных фракций — технологичной тоталитарной Империи и полной невероятных чудес Лиги. Затянувшаяся между ними бескомпромиссная и беспощадная война унесла множество жизней.
Не все были готовы мириться с подобным положением дел. Даже бравые вояки устали проливать кровь за чью-то идею. Кто-то ушел в отставку, кто-то просто отправился навстречу своей судьбе и приключениям, но все они оставались умелыми капитанами астральных кораблей, и их объединяло желание преодолеть все невзгоды и заработать богатство и славу!
Так появились первые небесные пираты, с собственными принципами и убеждениями, хотя информации об этом было не найти ни в одной официальной хронике или летописи.
Сейчас, когда Лига и Империя нашли в себе силы прекратить открытую войну и бросили объединенные силы на борьбу с демонами и архитекторами, астральное пиратство обрело новую жизнь. Хотя вольные капитаны и продолжают действовать в собственных корыстных интересах — зарабатывая славу или звонкие монеты, теперь они подчиняются единому своду правил — Кодексу Чести, а само братство небесных пиратов стало силой, с которой в Сарнауте вынужден считаться каждый..